# Volinaíos Réma
Volinaíos Réma är ett vattendrag i Grekland. Det ligger i den centrala delen av landet, 170 km väster om huvudstaden Aten.